# Kulturhuset Estocolmo
Kulturhuset – em  português Casa da Cultura - é um centro cultural situado na praça Sergels torg, no centro da cidade de Estocolmo, na Suécia.
Foi inaugurado em 1974 e compreende uma biblioteca, locais de exposições, conferências e concertos, um cinema, um café Internet, lojas e vários restaurantes, no lado da praça Sergels torg. Alberga ainda o teatro municipal, no lado da rua Drottninggatan, e o Banco Nacional da Suécia, no lado da praça Brunkebergstorget. Recebe anualmente cerca de 3 milhões de visitantes.

Casa da Cultura em Estocolmo
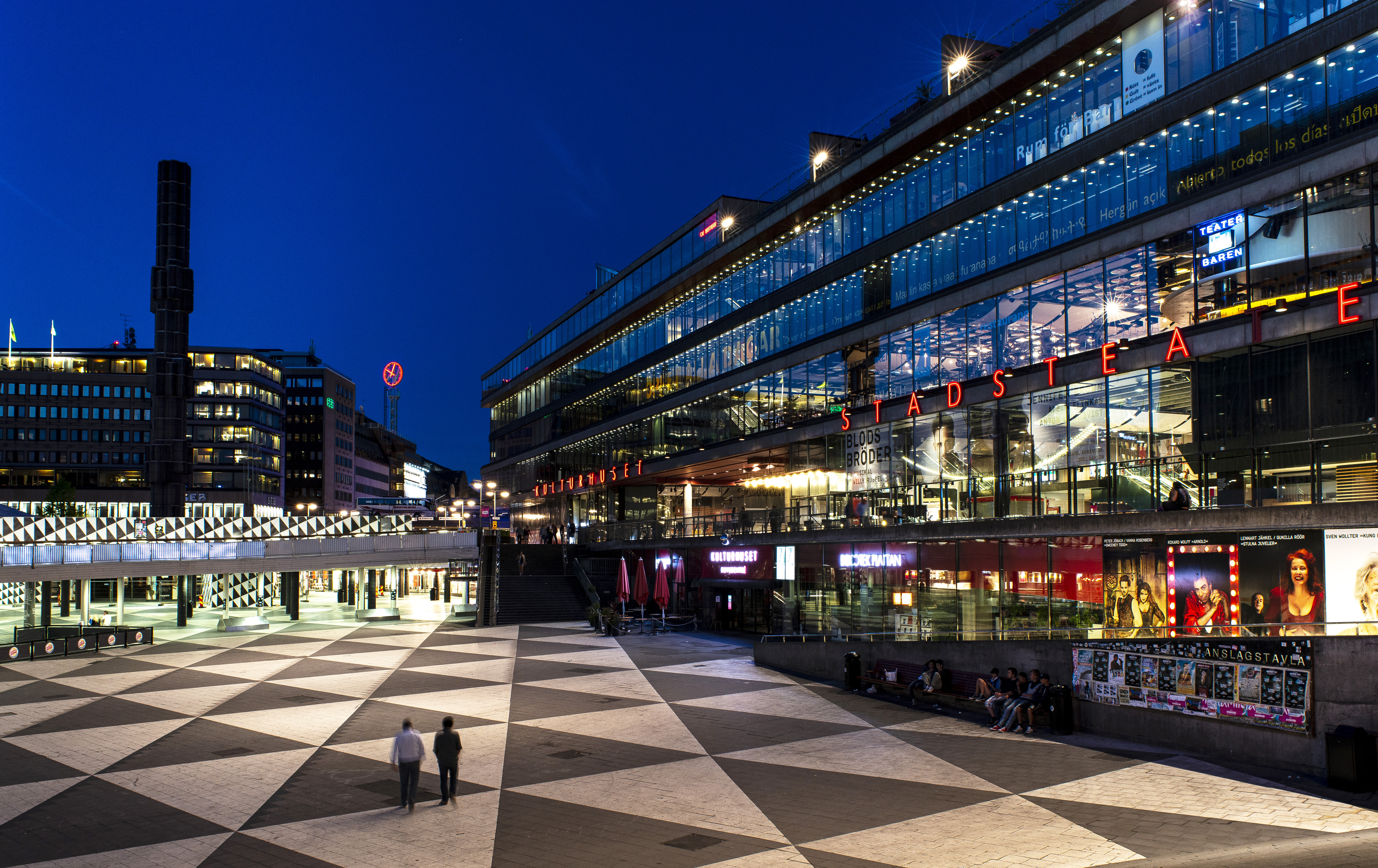
Plattan - O grande largo em frente à Kulturhuset
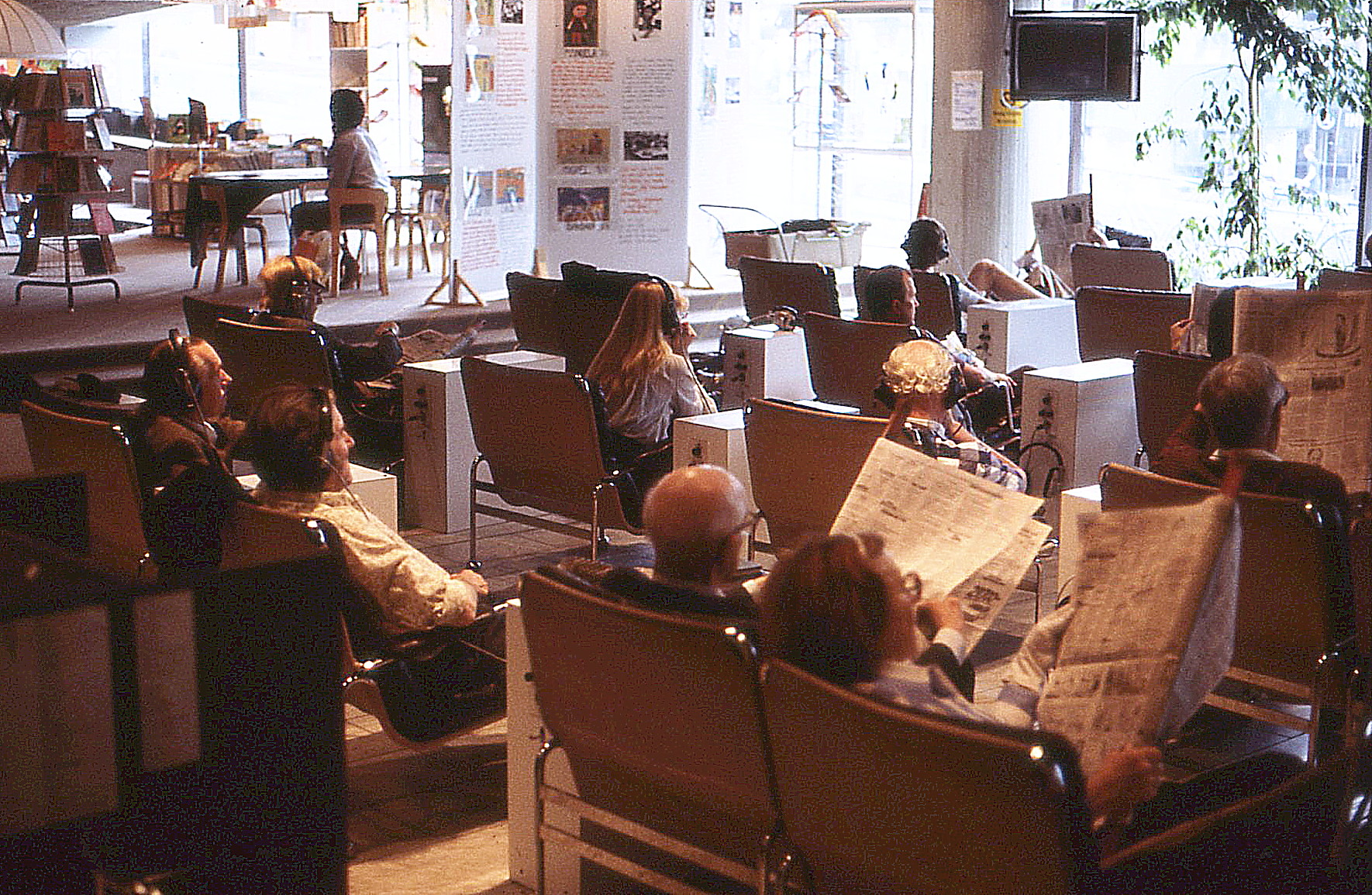
Läsesalongen - A sala de leitura
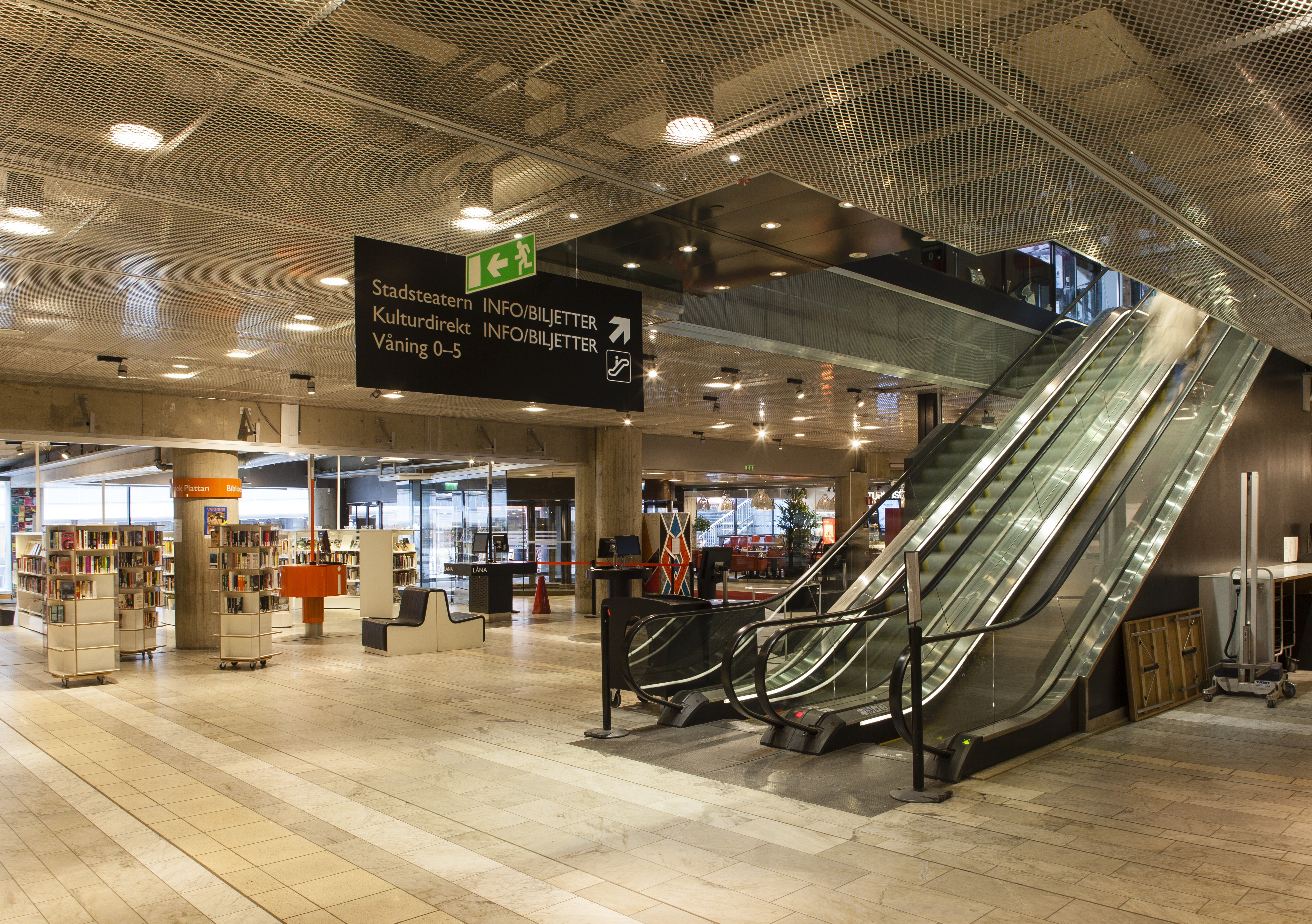
O átrio de entrada com a biblioteca ao fundo
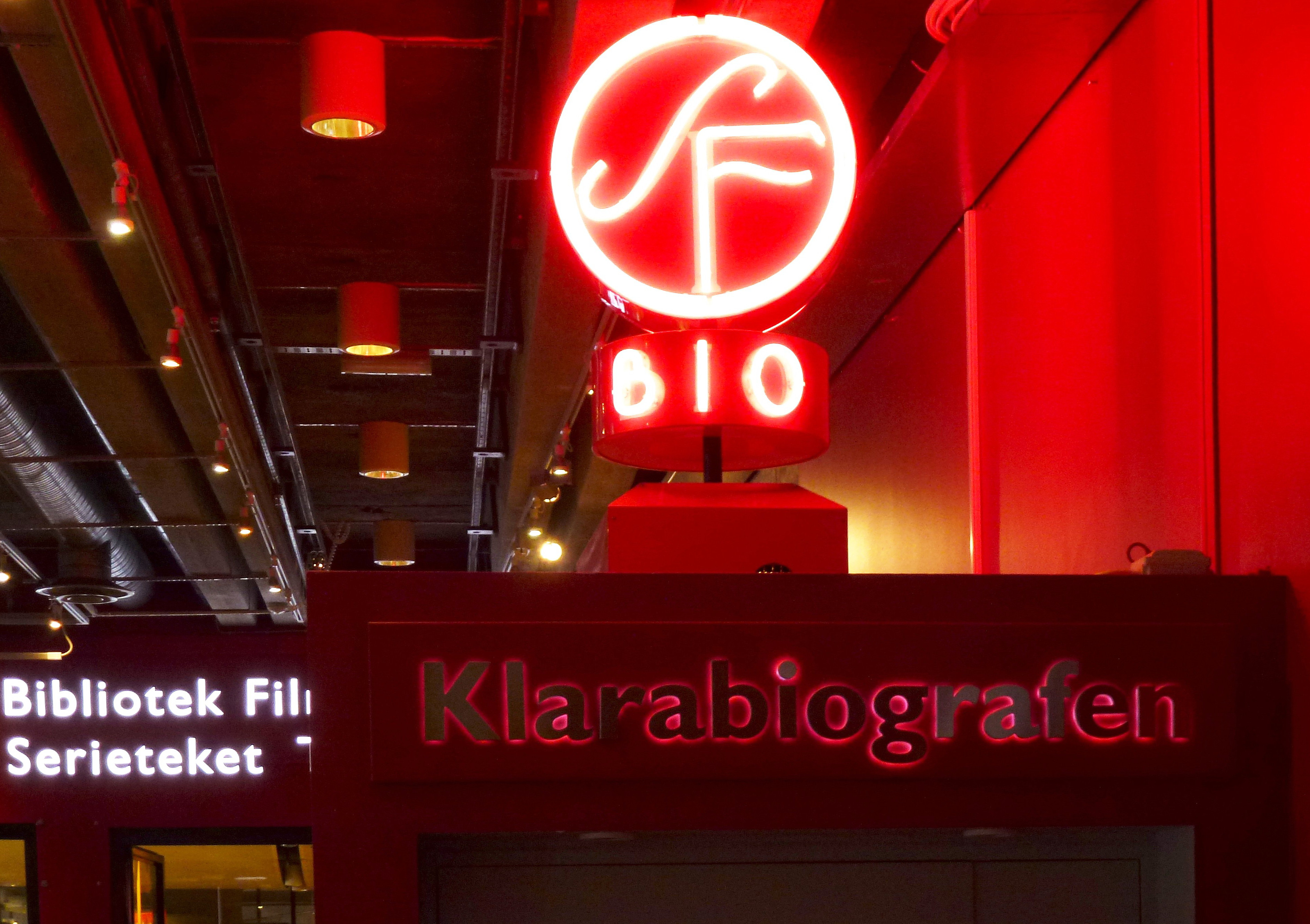
O cinema Klarabiografen